# M-200
М-200 Месть (Myest, que significa "venganza") fue un submarino de ataque diésel de corto alcance clase Malyutka (Serie XV) de la Armada Soviética.

## Segunda Guerra Mundial
Operando en la Flota del Norte, el submarino intentó un ataque el 20 de julio de 1944 contra un convoy alemán, pero fue descubierto por un avión alemán y recibió un ataque posterior con cargas de profundidad. El 15 de julio de 1944, el M-200 lanzó dos torpedos contra un mercante y no dio en el blanco.

## Hundimiento
El 21 de noviembre de 1956, mientras regresaba al puerto después del tránsito a Paldiski, cerca de Tallin, Myest se reuniría con el destructor Statny. Aproximadamente a las 19:45 horas, después de avistar el destructor, el oficial al mando del barco, el capitán de segundo rango Yuri Pavlovich Shtikov, le dio el mando al capitán de tercer rango Shumanin y bajó a cenar. Shumanin tenía experiencia previa en embarcaciones tipo Shch (щука, shchuka, "lucio") y tipo С (средняя, srednyaja, "mediano"), pero era nueva en embarcaciones tipo М (малая, malaya, "pequeñas") como como M-200.
A las 19:53 horas, mientras intentaba situarse junto al destructor, el submarino atravesó la proa del destructor, que golpeó el barco por el lado de estribor de popa, inundando inmediatamente los dos compartimentos de popa y matando a los seis hombres estacionados allí. Ocho hombres escaparon en los seis u ocho minutos previos al hundimiento del barco, pero dos de ellos se ahogaron antes de que pudieran ser rescatados. Veintiocho supervivientes quedaron atrapados en los compartimentos uno, tres y cuatro del submarino hundido.
La boya de emergencia del submarino fue localizada a las 21:05 horas, y se establecieron comunicaciones con el resto de supervivientes en el compartimento uno, la sala de torpedos de proa. Los hombres de los compartimentos tres y cuatro ya habían muerto. Las fuerzas de rescate comenzaron a llegar rápidamente al lugar del accidente, pero no pudieron proporcionar aire a los supervivientes.
A las 04:00 horas de la mañana siguiente, el 22 de noviembre, los hombres del submarino estaban preparados para utilizar su equipo de escape para abandonar los restos del naufragio, pero se les ordenó permanecer a bordo mientras los oficiales superiores en la superficie desarrollaban planes para levantar el barco con un grúa flotante. Numerosas reuniones ocuparon a estos agentes hasta las 18:00 horas de esa tarde, cuando realmente comenzó el intento de rescate. Sin embargo, el tiempo había empeorado y cuando los barcos de rescate comenzaron a fondear y el cable telefónico que iba al barco hundido se rompió, el intento fue abandonado.
A las 03:47 horas de la mañana siguiente, 23 de noviembre, los buzos localizaron los restos del naufragio y supieron que la noche anterior, después de que se cortara la línea telefónica y se perdieran las comunicaciones, los supervivientes habían decidido desobedecer las órdenes y escapar por su cuenta. Sin embargo, el primer hombre que utilizó la trampilla de escape murió en el intento, bloqueando la trampilla para el resto y matándolos a todos, el submarino nunca fue reflotado.